# Geografia Gwinei Bissau

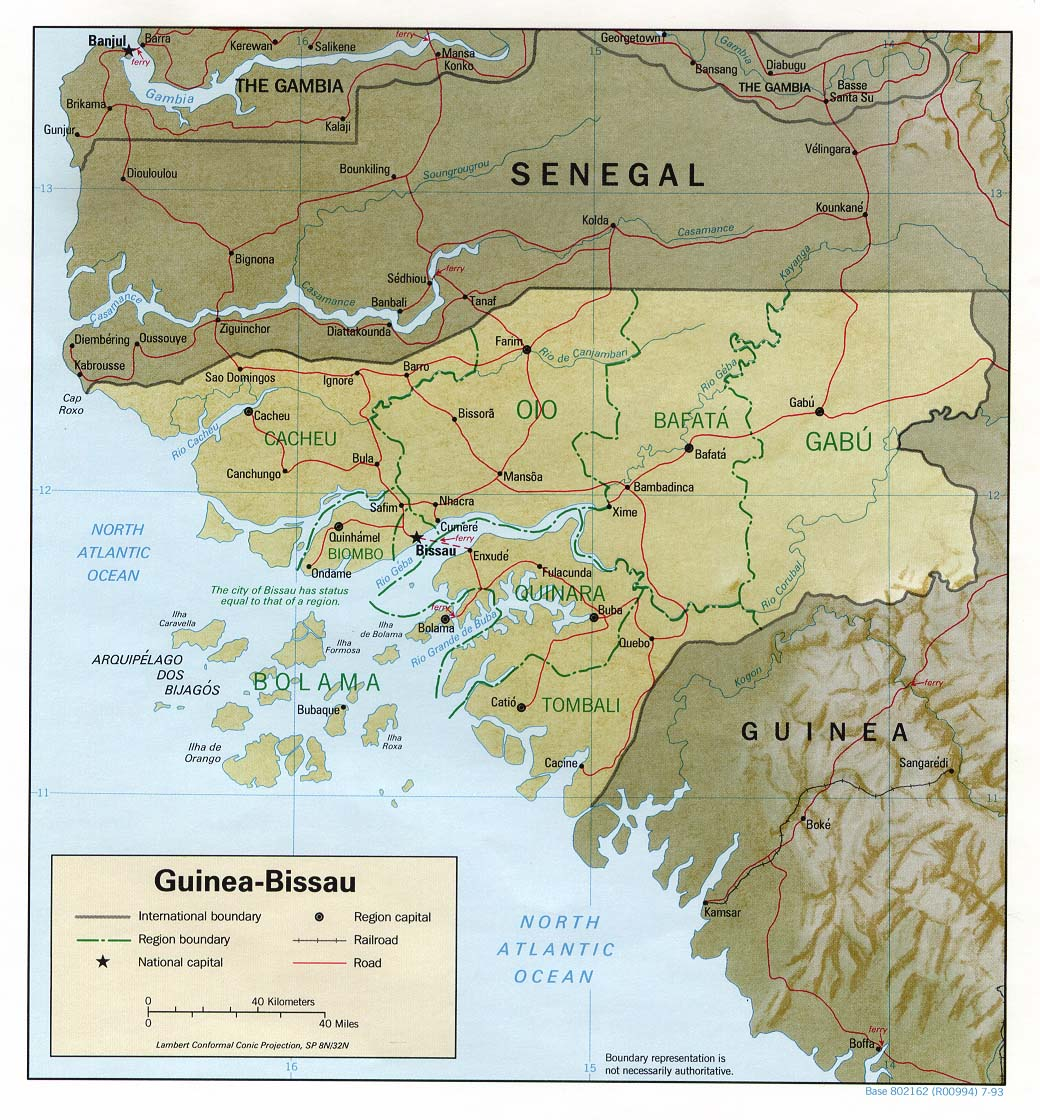
Mapa Gwinei Bissau

Gwinea Bissau jest małym państwem, położonym w Afryce Zachodniej nad Oceanem Atlantyckim. Do państwa należą także liczne przybrzeżne wyspy, zwane archipelagiem Bijagos. Gwineę Bissau cechują silne pływy, których wysokość lokalnie sięga 7 metrów.

## Powierzchnia i granice
Powierzchnia całkowita – 36 125 km².
Skrajne punkty – północny 12°41'N, południowy 10°56'N, zachodni 16°43'W, wschodni 13°38'W
Gwinea w pobliżu wybrzeża ma około 170 km szerokości i 200 km długości z pominięciem archipelagu, gdzie średnia wielkość wysp wynosi 10-15 km szerokości.
Gwinea Bissau graniczy z następującymi państwami:
- Gwinea – 386 km.
- Senegal – 338 km.

Linia brzegowa – 350 km.

## Budowa geologiczna i rzeźba
Cały kraj jest nizinny, a większość obszarów to tereny podmokłe, porozcinane estuariami rzek. Linia brzegowa jest urozmaicona dzięki licznie występującym estuariom rzecznym, wciętym głęboko w ląd. Średnia wysokość kraju to około 100 m n.p.m. Tereny najwyżej położone, które leżą w południowo-wschodniej części kraju sięgają maksymalnie 300 m n.p.m. Wzniesienia te zbudowane są z piaskowców pochodzenia paleozoicznego.

## Klimat
Kraj leży w strefie klimatu podrównikowego wilgotnego, gdzie przez cały rok utrzymują się wysokie temperatury. W Gwinei występują dwie pory roku: sucha od listopada do kwietnia i deszczowa od maja do października. Opady średnie w ciągu roku wynoszą około 1300 mm, a maksymalnie osiągają 3000 mm, zwłaszcza na terenach nadmorskich. Temperatury wahają się od 25 do 30 °C. We wnętrzu kraju jest nieco cieplej. Temperatury wynoszą średnio około 27 °C, jednak z racji położenia geograficznego w słońcu sięgają 40 °C. W Gwinei przez cały rok utrzymuje się wysoka wilgotność, która jedynie w porze suchej nieznacznie spada.

## Wody
Z racji obfitych opadów deszczu Gwinea Bissau jest państwem zasobnym w wodę i posiada rozbudowaną sieć rzeczną. Największe rzeki to: Cacheu, Mansôa i Gêba. Wszystkie rzeki należą do zlewiska Oceanu Atlantyckiego i wszystkie zaliczane są do rzek stałych.

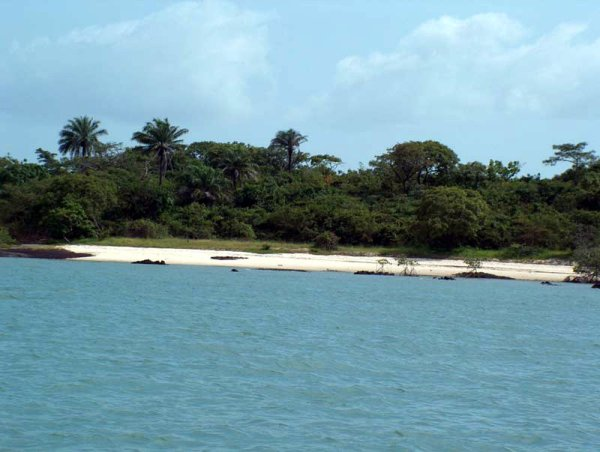
Archipelag Bijagos

## Flora
Gwinea Bissau charakteryzuje się trzema regionami roślinnymi. Wybrzeże porośnięte jest lasami namorzynowymi i występuje tam wiele gatunków palm. W głębi lądu rośnie wiecznie zielony las tropikalny. Przy granicy z Senegalem i Gwineą występują sawanny i lasy parkowe.

## Fauna
Świat zwierząt reprezentuje duże bogactwo gatunkowe. Na wybrzeżu występuje wiele gatunków ptaków m.in. flamingi i pelikany. W szerokich ujściach rzek pojawiają się rekiny. W rzekach żyje też duża liczba krokodyli. Lasy i sawanny są zamieszkiwane przez wielkie koty, jednak lwy występują bardzo rzadko. Utrapieniem Gwinei Bissau są owady, głównie komary roznoszące malarię.